# Ematurga brunnea
Ematurga brunnea là một loài bướm đêm trong họ Geometridae.